# Sokołowo Włościańskie
Sokołowo Włościańskie – wieś w Polsce położona w województwie mazowieckim, w powiecie pułtuskim w gminie Obryte. Wieś ma status sołectwa. Leży w północno-wschodnim krańcu gminy nad rzeką Narew.

## Historia
| SIMC    | Nazwa      | Rodzaj    |
| ------- | ---------- | --------- |
| 0515483 | Bór        | część wsi |
| 0515490 | Posada     | część wsi |
| 0515508 | Zimna Woda | część wsi |

Wschodnia granica wsi, przebiegająca wzdłuż gospodarstwa Małgorzaty i Jerzego Godlewskich, stanowi zarazem granicę gminy i powiatu. Na wschód od Sokołowa Włościańskiego znajdują się grunty wsi Plewica w gminie Rząśnik w powiecie wyszkowskim.
Sokołowo Włościańskie jest siedzibą parafii Niepokalanego Poczęcia NMP należącej do dekanatu pułtuskiego.
W miejscowości znajdują się dwa obiekty wpisane do rejestru zabytków. Są to: drewniany kościół parafialny pod wezwaniem Niepokalanego Poczęcia NMP z XVIII wieku oraz również drewniana dzwonnica przy tym kościele z tego samego okresu (oba zabytki mają nr rej.: A-340 z 10 lipca 1956).
W latach 1975–1998 miejscowość administracyjnie należała do województwa ostrołęckiego.

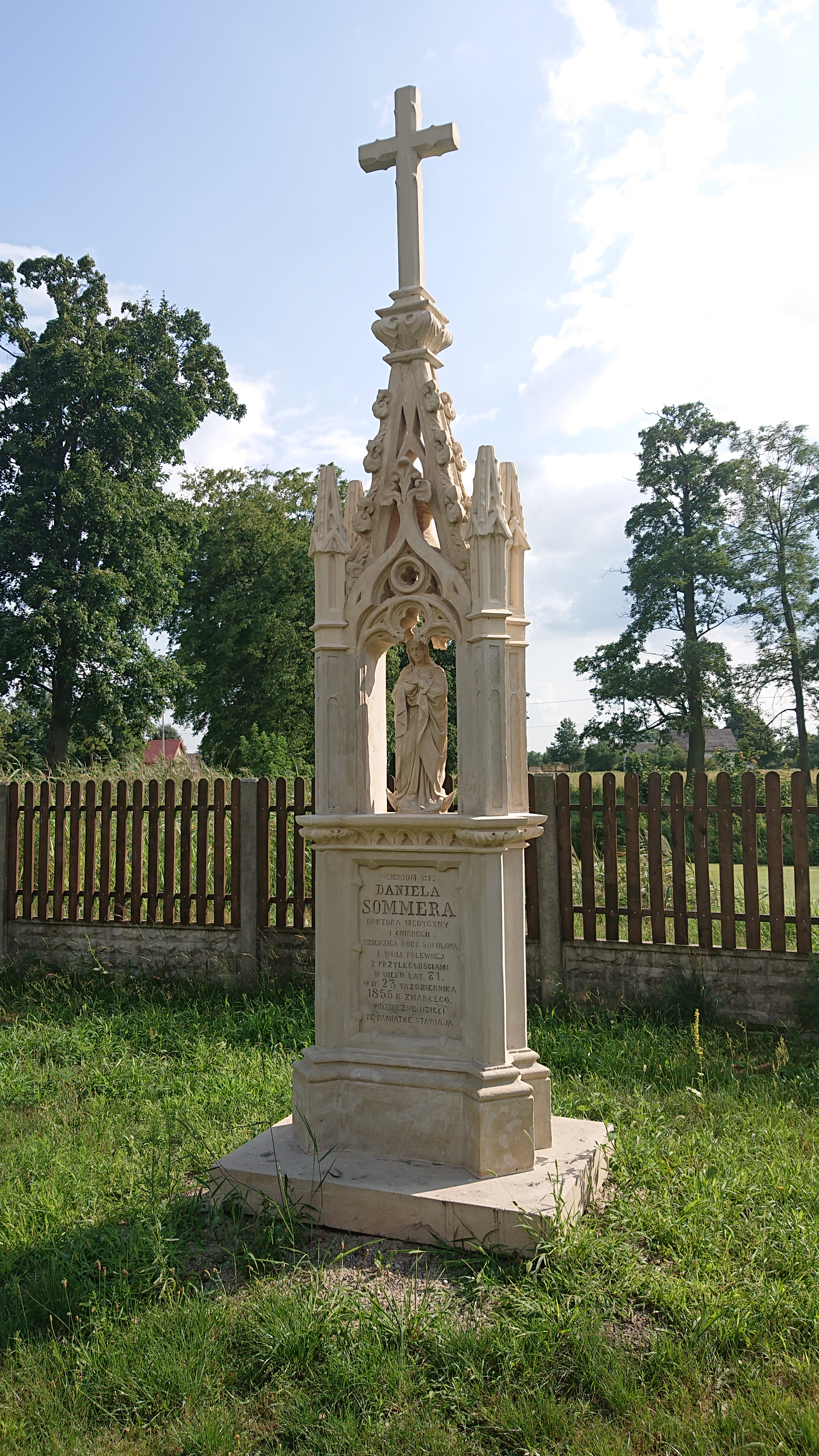
Nagrobek Daniela Sommera, właściciela wsi w XIX w.
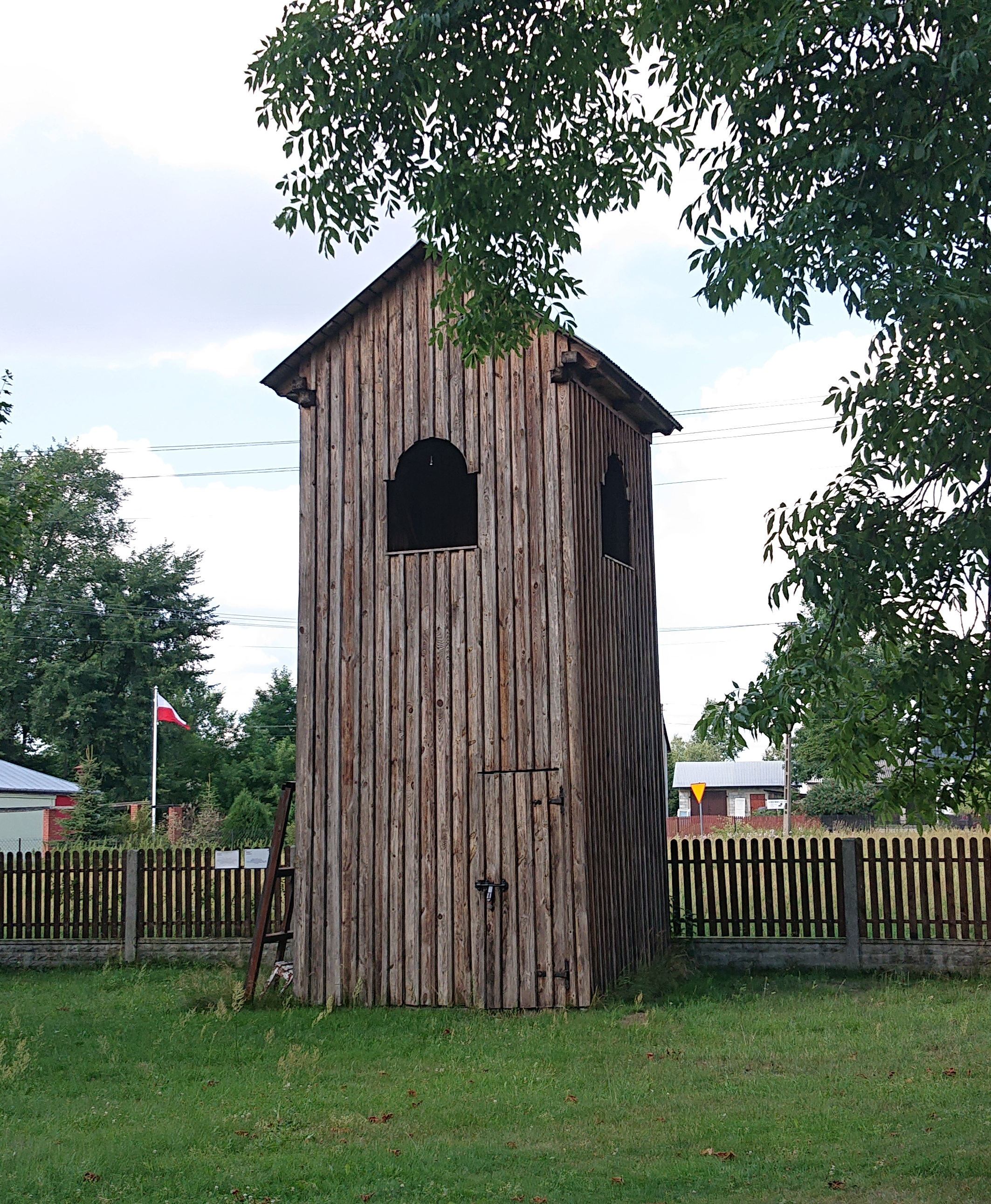
Dzwonnica